# Aleph Farms
Aleph Farms — компанія з виробництва культивованого м'яса. Його було засновано у 2017 році разом із ізраїльським харчово-технологічним інкубатором «The Kitchen» від Strauss Group Ltd., а також із професором Шуламіт Левенберґ із факультету біомедичної інженерії Техніону — Ізраїльського технологічного інституту.
Штаб-квартира знаходиться в Реховоті, Ізраїль.

## Процес культивація м'яса
Вирощування культивованого м'яса від Aleph Farms займає приблизно чотири тижні. Клітини для нашого першого продукту Petit Steak були отриманні від корови, на ім'я Люсі, яка жила на фермі в Каліфорнії.

### Джерело
Джерелом для початку культивування м'яса від Aleph Farms є запліднена яйцеклітина від корови Люсі. Матеріал розвивається короткий період часу з якого згодом компанія отримує різні типи клітин, з яких складається м’ясо, наприклад клітини м’язів і колагену. Клітини зберігаються при мінусовій температурі в банку клітин поки не будуть використані для вирощування продукту..

### Ріст
Невелика кількість клітин згодом потрапляє у резервуар для росту — культиватор. Культиватори забезпечують контрольовану температуру, чисте та закрите середовище, де клітини можуть рости. Культиватори містять усе, що необхідно клітинам для життя та росту, включаючи воду, кисень, поживні речовини та фактори росту. У цьому середовищі початкові клітини швидко діляться та збільшують масу.

### Структура
Працівники компанії Aleph Farms переміщують клітини в окремі культиватори для дозрівання різних типів тканин. Процес формування структури відбувається за допомогою матриці рослинних білків із сої та пшениці.

### Збір
Приблизно через чотири тижні культивоване м'ясо готове для збору та пакування. Після цього Aleph Farms відправляє продукцію до партнерів.

## Експеримент на МКС
У вересні 2019 року компанія Aleph Farms провела перший у світі експеримент із вирощування м'яса на борту Міжнародної космічної станції. У співпраці з 3D Bioprinting Solutions, було проведено виготовлення невеликої м'язової тканини, будівельного блоку культивованого стейка. У центрі уваги цього експерименту було встановлення міжклітинних контактів, структури та текстури м'язової тканини.